# Krzysztof Kobyliński
Krzysztof Kobyliński (ur. 21 października 1952 w Gliwicach) – polski pianista jazzowy, kompozytor lider i założyciel zespołu KK Pearls, twórca i dyrektor artystyczny Centrum Kultury Jazovia w Gliwicach oraz festiwali: Palm Jazz i Filharmonia.
Grał w projektach między innymi z: AMC, AUKSo, Brecker Randy, Ambrose Akinmusire, Ralph Alessi Quartet, Antymos Apostolis, Bojan Z, Joey Calderazzo, Noam David, Tom Dayan, Jekaterina Drzewiecka, Stanisław Drzewiecki, Fima Ephron, Bill Evans, Paolo Fresu, Richard Galiano, Renaud Garcia-Fons, Dima Gorelik, Trilok Gurtu, Gary Husband, Bireli Lagrene, Roby Lakatos, Orlando LeFleming, Kalevi Luihivuori, Olavi Luihivuori, Robert Majewski, Adam Makowicz, Branford Marsalis, Etienne Mbappe, Motion Trio, Vladiswar Nadishana, Yasushi Nakamura, Zbigniew Namysłowski, Janusz Olejniczak, Aaron Parks, Clarence Penn, Reut Rivka Shabi, Mariana Sadovska, Savannah and The Stringz, Arek Skolik, Darek Stasiak, Mike Stern, Jarosław Śmietana, Daby Toure, Miroslav Vitouš, Mark Whitfield, Marina Zakharova.
Ojciec Pawła, polityka i posła na Sejm VIII kadencji.

## Dyskografia
Na podstawie:
- Krzysztof Kobyliński „Piano Solo” (2016)
- Sagrada Familia Orchestral Version (2015)
- Krzysztof Kobyliński Feat. BIll Evans (2016)
- Krzysztof Kobyliński, KK Pearls „Live in Trójka” (2014)
- „Calderazzo plays Kobylinski” (2014)
- Krzysztof Kobyliński Ethnojazz Orchestra (2014)
- „Makowicz plays Kobylinski” (2014)
- „Alessi plays Kobylinski” (2014)
- „Stern plays Kobylinski” (2014)
- Krzysztof Kobylinski & Boris Malkovsky „Struny” (2013)
- KK Pearls „2013” (2013)
- Krzysztof Kobylinski „Equator” (2013)
- Krzysztof Kobylinski and Friends „The Moon” (2013)
- Krzysztof Kobyliński „Radiostacja” (2012)
- Krzysztof Kobylinski „Manouevres” (2012)
- KK Pearls „Live” (2012)
- Krzysztof Kobylinski „Sagrada Familia” (2012)
- Krzysztof Kobylinski „Session with Hadar” (2012)
- Krzysztof Kobylinski „Palm Sessions 2011” (2011)
- Krzysztof Kobylinski Plus „DTL” (2011)
- Krzysztof Kobylinski „Trio” (2010)
- Krzysztof Kobylinski „Quintet” (2010)
- Kris Xa „Steps” (2010)
- Krzysztof Kobylinski „Intro” (2010)
- Kris XaInside „Inside” (2009)
- KK+ „Concert in Poland” (2009)
- Krzysztof Kobylinski „Fresh” (2008)
- KK+ „080423 live” (2008)
- Krzysztof Kobylinski „040 217 live” (2004)
- STREET „Formuła Rockowa Street” (1982/1983)